# Sinogastromyzon nantaiensis
Sinogastromyzon nantaiensis är en fiskart som beskrevs av Chen, Han och Fang 2002. Sinogastromyzon nantaiensis ingår i släktet Sinogastromyzon och familjen grönlingsfiskar. Inga underarter finns listade i Catalogue of Life.